# Bilsi
Bilsi är en ort i Indien.   Den ligger i distriktet Budaun och delstaten Uttar Pradesh, i den norra delen av landet, 170 km öster om huvudstaden New Delhi. Bilsi ligger 178 meter över havet och antalet invånare är 26 320.
Terrängen runt Bilsi är mycket platt. Runt Bilsi är det tätbefolkat, med 683 invånare per kvadratkilometer. Närmaste större samhälle är Sahaswān, 16,9 km väster om Bilsi. Trakten runt Bilsi består till största delen av jordbruksmark.